# Cratere Ixtapan
Ixtapan è un cratere sulla superficie di Gaspra.